# مطارد النجوم

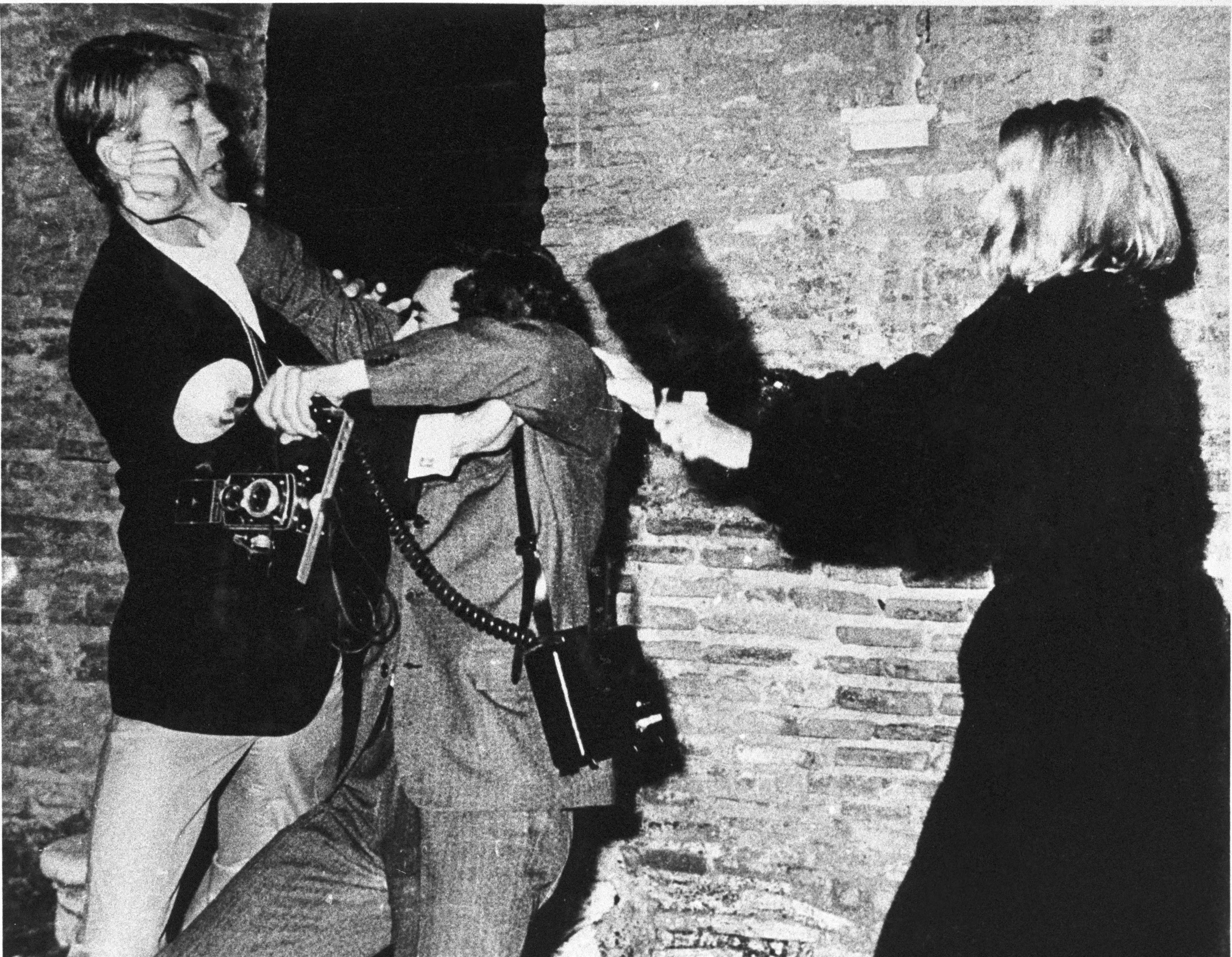
ميكي هارجيتاي يعتدي على المصور رينو باريلاري بينما تضربه امرأة بحقيبة يدها - روما 1963

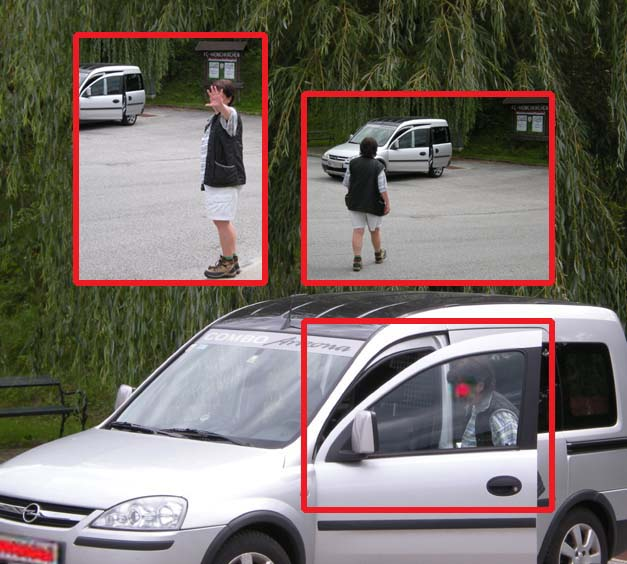
طريقة مطارد النجوم في التقاط الصور

مطاردو النجوم هم مطاردو المشاهير من المصورين، بحيث يلاحقونهم من مكان لآخر بُغية الحصول على بعض الصور لبيعها على وكالات الأخبار والمواقع والمدونات والمجلات المهتمة بهذا الأمر وقد يصل ثمن بعض هذه الصور إلى آلاف الدولارات. اشتهروا بازعاجهم وملاحقتهم المتواصلة للمشاهير على الرغم مما يتعرضون له من إيذاء من قبل الحراس الأمنيين أو الشرطة في بعض الأحيان حتى إن كثيراً منهم تعرض للضرب وحتى إطلاق النار ! أكثر حادثة يُذكر بها مطاردو النجوم هي موت الأميرة ديانا حيث قيل إن الفلاشات الكثيرة التي وجهها مطارد النجو للسائق ربما سببت له الارتباك ومن ثم أدى إلى وقوع الحادث.

## الوصف
يميل المصورون إلى أن يكونوا مستقلين غير منتسبين إلى مؤسسات إعلامية أو تلفزيونية، وعادة ما يتم التقاط الصور من خلال اقتناص الفرص عندما يشاهدون أشخاصًا رفيعي المستوى فيبدأون بتتبعهم. وصف بعض الخبراء سلوك المصورين بأنه شبيه بالمطاردة، وتعالج مشاريع قوانين مكافحة المطاردة في العديد من البلدان هذه القضية من خلال الحد من مضايقة الشخصيات العامة والمشاهير خصوصا عندما يكونوا مع أطفالهم. أعربت بعض الشخصيات العامة والمشاهير عن قلقهم من المدى الذي يذهب إليه المصورون وما يترتب عليه من التعدي على مساحتهم الشخصية. في السنوات السابقة ازداد عدد القضايا والدعاوى المرفوعة على مطاردي النجوم كما زاد عدد الأحكام الصادرة ضدهم.

## المشروعية القانونية
نظرًا لسمعة المصورين على أنهم مصدر إزعاج، فإن العديد من الولايات والبلدان قامت بتقبيد أنشطتهم من خلال تمرير القوانين وحظر التجول، وتنظيم الأحداث بحيث لا يُسمح فيها للمصورين على وجه التحديد بالتقاط صور ضوئية.
ومن أجل حماية أطفال المشاهير أقرت كاليفورنيا مشروع قانون مجلس الشيوخ رقم 606 في سبتمبر 2013. والغرض منه هو منع المصورين من التقاط صور للأطفال في الأماكن التي يتواجدون فيها مع والديهم . شدد هذا القانون عقوبة التحرش بالأطفال. وقد ذُكرت هذه القوانين في أقسام القانون المدني لولاية كاليفورنيا رقم 1708.7 و 1708.8 تحت مسمى المطاردة وانتهاك الخصوصية الجسدية.

### الدعاوى القضائية
- في عام 1997 ، قُتلت الاميرة ديانا ودودي الفايد في حادث سيارة في نفق في مدينة باريس حيث كان سائق السيارة مسرعًا محاولًا الهروب من المصورين. قامت هيئة محلفين بالتحقيق في تورط المصورين في الحادث ، لكن لم تتم إدانة أي منهم. وعزت التحقيقات الرسمية أسباب الحادث إلى السرعة والتهور في قيادة السيارة ، وتعاطي سائق السيارة هنري بول للكحول.
- في عام 2006 ، التقط أحد المصورين مقطع فيديو للمذيعة وعارضة الأزياء البرازيلية دانييلا سيكاريلي تظهر فيه وهي تمارس الجنس مع صديقها على أحد الشواطئ في إسبانيا ، ونُشر الفيديو على موقع يوتيوب. وبعد أن رفعت قضية في المحكمة على مطارد النجوم حكمت المحكمة لصالحها ، ما تسبب في حظر موقع يوتيوب في البرازيل عدة أيام.
- في المملكة المتحدة ، كسبت سينا ميلر وإيمي واينهاوس وليلي ألين دعاوى قضائية تمنع المصورين من متابعتهم والتجمع خارج منازلهم. كسبت سينا ميلر من هذه القضية ما يقارب من 53000 جنيه إسترليني.